# Teresa Carreño
Teresa Carreño, nata María Teresa Gertrudis de Jesús Carreño García (Caracas, 22 dicembre 1853 – New York, 12 giugno 1917), è stata una pianista, soprano, compositrice e direttrice d'orchestra venezuelana.
Nel corso della sua carriera concertistica durata 54 anni diventò una virtuosa del pianoforte di fama internazionale e veniva spesso chiamata la Valchiria del Piano o La leona del piano. La Carreño è stata una delle prime ad adottare le opere di uno dei suoi studenti ed un amico, il compositore e pianista americano Edward MacDowell (1860-1908) e presentò alcune delle sue composizioni in tutto il mondo. Eseguì anche di frequente le opere del compositore e pianista norvegese Edvard Grieg (1843-1907). La Carreño ha composto circa 75 lavori per pianoforte solista, voce e pianoforte, coro e orchestra e gruppo strumentale.

## Biografia
María Teresa Carreño García de Sena nacque a Caracas, in Venezuela, il 22 dicembre 1853, da Manuel Antonio Carreño (1812-1874) e Clorinda García de Sena y Rodríguez del Toro (1816-1866). Suo padre era figlio di José Cayetano Carreño (1773-1836) e proveniva da una famiglia di musicisti. Le diede le sue prime lezioni di musica sin dalla tenera età e sorvegliò la sua carriera fino alla sua morte nel 1874. Sua madre era una cugina di Maria Teresa Rodriguez del Toro y Alayza, moglie del padre fondatore del Sudamerica, Simón Bolívar, in onore del quale fu chiamata. Prima di lasciare Caracas studiò anche con un musicista tedesco, Julio Hohene.

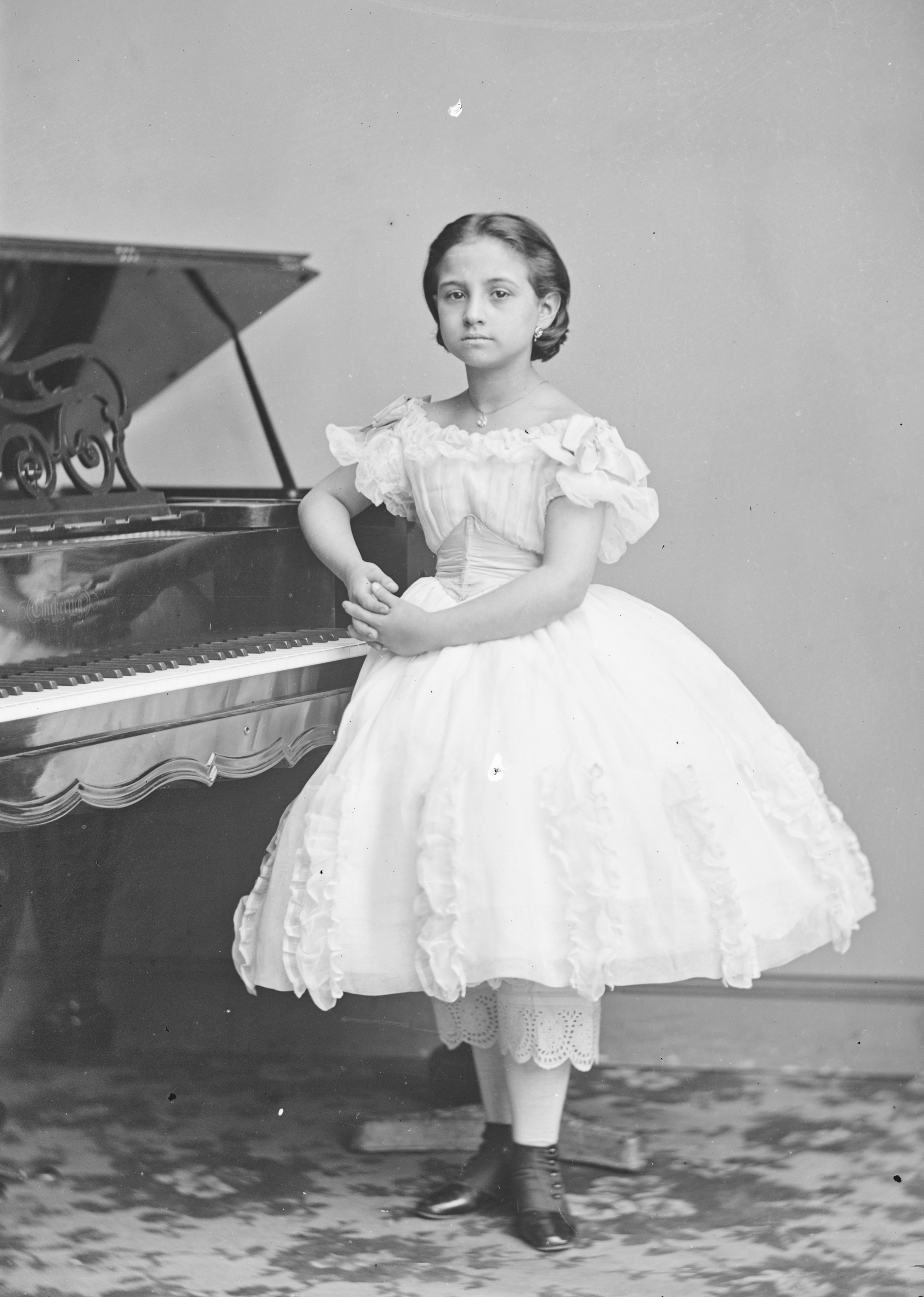
Teresa Carreño a 8 anni, 1861

Nel 1862 la sua famiglia emigrò a New York e la Carreño entrò nel mondo musicale con una serie di concerti privati e pubblici. Durante le prime settimane a New York, incontrò il pianista e compositore americano Louis Moreau Gottschalk che la ascoltò esibirsi e la incentivò come artista. All'età di otto anni, il 25 novembre, fece il suo debutto all'Irving Hall con un Rondo Brillant, op. 98 (Johann Nepomuk Hummel), accompagnata da un quintetto (Mosenthal, Matzka, Bergner, C. Preusser), la Grande Fantaisie sur Moise, op. 33 (Sigismond Thalberg), Nocturne (Theodor Döhler), Jerusalem (Louis Moreau Gottschalk), e Variazioni su "Home! Sweet Home!" Op. 72 (Thalberg) come bis. Questo debutto fu seguito da concerti (1863-1865) attraverso gli Stati Uniti del nord-est e del medio Atlantico, comprese le tappe in Connecticut, Massachusetts, New York, Rhode Island, Pennsylvania, Maryland e Washington. Durante l'autunno del 1863 la Carreño si esibì per Abraham Lincoln alla Casa Bianca. Nel corso della primavera del 1863 e l'autunno del 1865, intercalati con i concerti nordamericani, tenne concerti a Cuba.
Nella primavera del 1866 Teresa e la sua famiglia lasciarono gli Stati Uniti per Parigi, Francia, dove fece il suo debutto il 14 maggio alla Salle Érard. Durante la sua permanenza a Parigi incontrò molti musicisti di spicco, tra cui Gioachino Rossini, Georges Mathias (allievo di Frédéric Chopin che potrebbe averle dato qualche lezione), Charles Gounod e Franz Liszt. Tra il 1866 e il 1872 si esibì regolarmente in concerti in diverse città del Regno Unito, della Francia e della Spagna. Mentre era a Parigi, studiò canto con Rossini e più tardi negli anni '70 con Signor Fontana ed il soprano russo Herminia Rudersdorff (1822-1882). La sua preparazione le permise di entrare nel ruolo della Regina e apparve ne Les Huguenots di Meyerbeer durante un'esibizione con la troupe del colonnello Henry Mapleson a Edimburgo, in Scozia, dato che la protagonista, Thérèse Tietjens (1831-1877), si era ammalata. A New York, il 25 febbraio 1876, si esibì nuovamente in un ruolo operistico, questa volta nel ruolo di Zerlina, nel Don Giovanni di Mozart.
Nel 1872 ritornò negli Stati Uniti con una compagnia di artisti (guidata da Max Strakosch) composta da musicisti famosi, tra cui la cantante americana Annie Louise Cary, il soprano Carlotta Patti, il violinista e compositore francese Émile Sauret, il baritono Signor Del Puente e il tenore italiano Giovanni Matteo De Candia, in arte Mario. Durante il 1873/1874 apparve in spettacoli in Inghilterra con la Philharmonic Society e nei Concerti Promenade di M. Riviere, nei London Ballad Concerts, nell'Hanover Square Rooms e nei concerti popolari del lunedì. Mentre viaggiava con la compagnia di Max Strakosch, la Carreño e Sauret si legarono sentimentalmente e il 13 luglio 1873 si sposarono a Londra, in Inghilterra. Ebbero una figlia, Emilita (nata il 23 marzo 1874) che fu affidata alle cure di un'amica di famiglia, la signora James Bischoff, mentre la Carreño e Sauret perseguivano nuove opportunità musicali negli Stati Uniti. Emilita fu infine adottata dalla famiglia Bischoff.

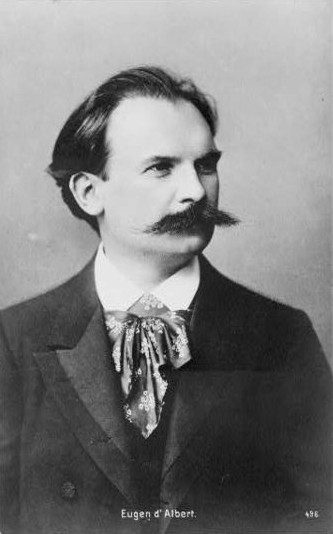
Eugen d'Albert

Tra il 1876 e il 1889 la Carreño risiedette e viaggiò principalmente negli Stati Uniti, condividendo i concerti con famosi cantanti lirici, tra cui Adelina Patti, Emma Abbott, Clara Louise Kellogg, Emma C. Thursby e Ilma De Murska nonché musicisti, tra cui il violinista August Wilhelmj e Giovanni Tagliapietra. Dopo che il matrimonio con Sauret naufragò, iniziò una relazione con Tagliapietra e stipulò un matrimonio secondo la common law. Ebbero tre figli, Louisa (1 marzo 1878 - 16 maggio 1881), Teresita (24 dicembre 1882 - 1951) e Giovanni (8 gennaio 1885 - 1965). Seguendo le orme della madre, Teresita intraprese la carriera di concertista e Giovanni di cantante d'opera. Durante questi anni apparve con la Theodore Thomas Orchestra e la Damrosch Orchestra. Sebbene la Carreño apparisse spesso come artista di supporto negli anni 1870 e nei primi anni del 1880, a volte tenne concerti per pianoforte solista, tra i quali il Concerto per pianoforte e orchestra n. 1 di Mendelssohn e il Concerto per pianoforte, op. 16 di Grieg. Nel 1883 iniziò a promuovere e ad eseguire le opere di Edward MacDowell negli Stati Uniti e in seguito all'estero. Alcune delle opere più frequentemente eseguite includono la sua First Modern Suite op. 10, Serenade, op. 16, Second Modern Suite, op. 14, "Erzählung" e "Hexentanz" da 2 Fantasiestücke, op. 17; Étude de concert, op. 36; Concerto per pianoforte n. 1 op. 15; Concerto per pianoforte n. 2 in re minore, op. 23 (dedicato a lei).
Su invito del generale Joaquín Crespo, presidente del Venezuela, Teresa e Tagliapietra si recarono a Caracas, in Venezuela, arrivando nell'ottobre del 1885, con l'intenzione di fondare una compagnia d'opera e piani per un conservatorio di musica. La Carreño tenne diversi concerti, compreso uno il 27 ottobre al Teatro Guzmán Blanco di Caracas, che incluse la presentazione della sua composizione, Himno a Bolívar, dedicata al padre fondatore del Venezuela. La Carreño e Tagliapietra ritornarono nuovamente in Venezuela nel 1887 per aprire la stagione al Teatro Guzmán Blanco con la loro nuova compagnia d'opera. Sfortunatamente i loro sforzi non furono ripagati in gran parte a causa di disordini politici, pubblico insoddisfatto e musicisti che abbandonarono il posto. Tornarono a New York nell'agosto del 1887 e continuarono ad esibirsi negli Stati Uniti.
Per diversi anni la Carreño aveva programmato di tornare in Europa e affermarsi come virtuosa del pianoforte. Il 18 novembre 1889 debuttò con la Berliner Philharmoniker, diretta da Gustav F. Kogel alla Singakademie. In questa occasione eseguì il Concerto per pianoforte di Edvard Grieg, i Zwölf Symphonische Etüden, op. 13 di Schumann, e la Polonaise brillante (arr. Franz Liszt) di Weber. Durante i primi anni negli Stati Uniti i suoi concerti furono gestiti da diverse persone, ma quando si stabilì in Germania e all'estero scelse di lavorare principalmente tramite l'Hermann Wolff Concert Bureau e strinse amicizia con Hermann Wolff e sua moglie Louise. Intorno al 1890 familiarizzò con il pianista e compositore tedesco di origine scozzese Eugen d'Albert, anch'egli diretto da Wolff. La loro amicizia musicale si trasformò in una relazione e verso la fine del 1891 si trasferirono in una casa, che chiamarono Villa Teresa, a Coswig. Si sposarono il 27 luglio 1892. Il 27 settembre 1892 nacque la loro prima figlia, Eugenia, seguita da Hertha il 26 settembre 1894. Durante il loro matrimonio la coppia apparve spesso sullo stesso programma di concerto e la Carreño iniziò ad eseguire i lavori di
d'Albert, compreso il suo Concerto per pianoforte n. 2, op. 12. D'Albert era una persona che voleva controllare personalmente le questioni legate alla crescita dei figli, alla gestione della famiglia e persino alle scelte di repertorio della Carreño, cosa che portò all'esclusione della musica di MacDowell dalle sue esibizioni durante il loro matrimonio. Il loro matrimonio si concluse con il divorzio nel 1895. Si sarebbe risposata nuovamente nel giugno del 1902 con Arturo Tagliapietra, il fratello del suo secondo marito. Si era legato a lei a Berlino intorno al 1897 e l'aiutava con i suoi piani ed i programmi di concerto.
Dopo il suo successo in Germania e in altri stati europei, la Carreño tornò negli Stati Uniti nel 1897 davanti ad un pubblico entusiasta. A Hartford, nel Connecticut, un critico dell'Hartford Courant scrisse: "Teresa Carreno, virtuosa del pianoforte, ha fatto la sua prima apparizione oggi al Concerto Filarmonico, Carnegie Hall, sotto la direzione di Anton Seidl. La sua magnifica tecnica mostrò al massimo la meravigliosa sonorità del pianoforte Knabe, su cui suonò e ricevette una delle più grandi ovazioni della stagione." Da questo momento in poi nella sua carriera apparve nei concerti una grande artista, solista o con orchestra. Si esibì sotto la direzione di molti importanti direttori, tra cui Edvard Grieg, Gustav Mahler, Theodore Thomas, Wilhelm Gericke, Hans von Bülow e Henry Wood. Nel suo libro di memorie Henry Wood scrisse che "è difficile esprimere adeguatamente ciò che tutti i musicisti hanno sentito riguardo a questa grande donna che sembrava una regina tra i pianisti e suonava come una dea." Nell'istante in cui si presentò sul palcoscenico la sua naturale dignità ha tenuto il suo pubblico che assisteva attentissimo mentre sistemava il lungo strascico che abitualmente indossava; il suo vigore maschile di tono e tatto e la sua meravigliosa precisione nell'esecuzione di passaggi di ottava hanno incantato tutti".
Tra i compositori più frequentemente eseguiti del suo repertorio c'erano Chopin, Liszt, Čajkovskij, Grieg, MacDowell, Schumann, Rubinstein, Beethoven, Schubert, Mendelssohn, Weber, e occasionalmente i suoi pezzi. Carreño registrò oltre quaranta composizioni per pianoforte tra il 1905 e il 1908. Questi furono pubblicati principalmente da Welte-Mignon e ristampati da altri produttori di pianole. Anche sua figlia Teresita registrò per pianola nel 1906 per la Welte-Mignon. Oltre alle sue esibizioni, la Carreño diede lezioni agli studenti in molte delle città che ha visitato. Nei primi anni del 1900 i suoi studenti si recavano nella sua residenza estiva durante i mesi estivi per studiare con lei alternando le settimane. Tra i suoi studenti c'erano la sua prima biografa Marta Milinowski, Fanny Nicodé nata Kinnel, Helen Wright e Julia Gibansky-Kasanoff. Per il resto della sua carriera si esibì in diverse città europee (inclusa la Russia) con solo poche stagioni concertistiche in America del Nord negli anni 1907-08, 1909-10 e 1916, oltre a due visite in Australia e Nuova Zelanda nel 1907/1908 e 1910/1911, quest'ultimo periodo comprese anche soste in Sudafrica. La Carreño e Tagliapietra tornarono a New York nel settembre 1916 per una stagione concertistica 1916-1917 con spettacoli pianificati negli Stati Uniti e a Cuba. Nel 1916 si esibì per il presidente Woodrow Wilson alla Casa Bianca. Durante il suo viaggio a L'Avana nel marzo del 1917, tuttavia, si ammalò e tornò a New York, dove le fu diagnosticata una diplopia. La sua salute declinò rapidamente e morì il 12 giugno 1917, nel suo appartamento a New York, all'età di 63 anni.

## Eredità

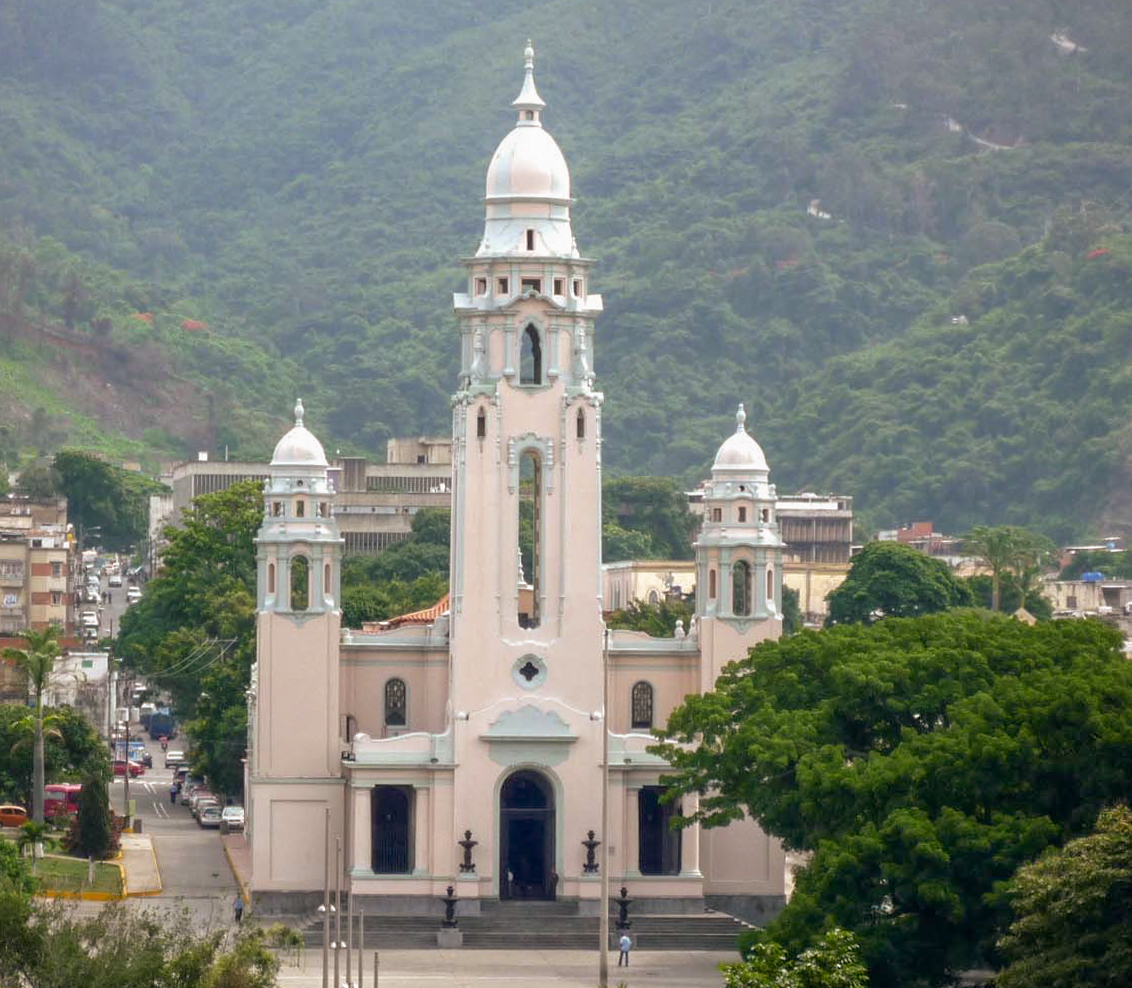
Panteon Nacional de Caracas

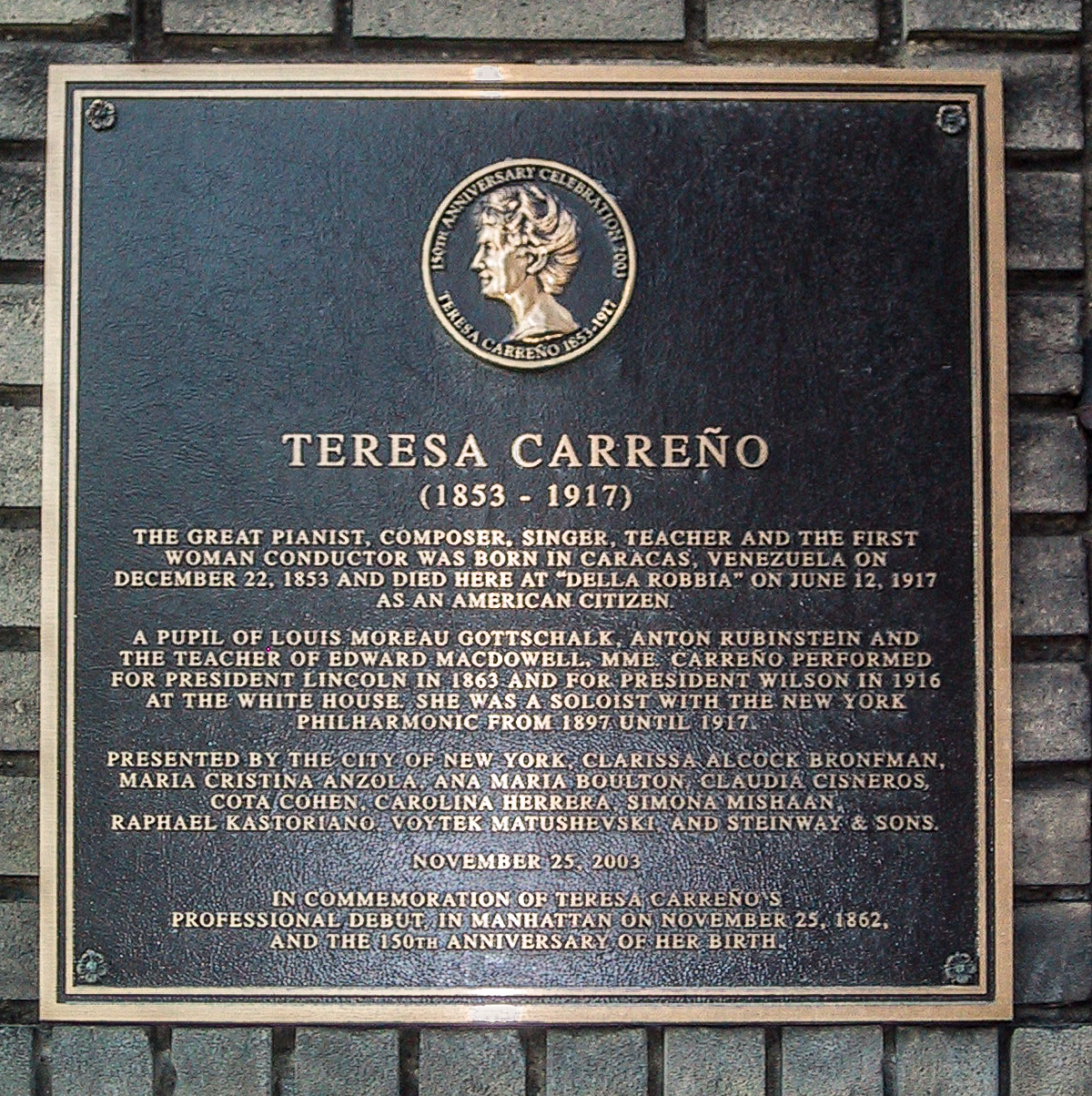
Targa commemorativa di Teresa Carreño nel luogo della sua morte, 740 West 96th Street, New York

Nel 1938 i resti della Carreño furono rimpatriati a Caracas, in Venezuela. Furono poi riesumati e sepolti nel Panteón Nacional nel 1977.
Il Complesso Culturale Teresa Carreño a Caracas è stato chiamato così in onore della Carreño. Il centro funge da residenza per l'Orchestra Sinfonica del Venezuela. Il complesso ospita anche il Centro Documental Teatro Teresa Carreño e la Sala de Exposición Teresa Carreño. Il Centro Documental funge da archivio principale per la Carreño in Venezuela. Ospita materiali di fonte primaria, tra cui corrispondenza, documenti legali, programmi di concerti, spartiti, recensioni, fotografie e altri oggetti personali. La Sala de Exposición espone materiali di proprietà della Carreño, tra cui i suoi abiti da concerto, il pianoforte Weber (recuperato grazie agli sforzi del pianista venezuelano Rosario Marciano) e altri oggetti personali. C'è anche un cratere su Venere che prende il nome dalla Carreño.
Nel 2017 Andreina Gómez diresse un film, Teresita y El Piano, sulla vita di Teresa Carreño.

## Composizioni
Teresa Carreño compose circa 75 opere per pianoforte, voce e pianoforte, coro e orchestra, musica da camera e diversi merengue, incorporandone il genere come un interludio in alcuni dei suoi pezzi (ad esempio, nel suo pezzo intitolato Un Bal en Rêve). Le sue prime composizioni (in manoscritto) risalgono a ca. il 1860. Uno dei suoi primi pezzi pubblicati l'anno dopo il suo debutto a New York fu il "Gottschalk Waltz" (1863), dedicato a Louis Moreau Gottschalk. La maggior parte delle sue opere furono composte prima del 1875 e furono pubblicate da vari editori in luoghi come Parigi (Heugel, Brandus & S. Darfur), Londra (Duff & Stewart), Madrid (Antonio Romero), New York (G. Schirmer, Edward Schuberth), Boston (Oliver Ditson & Co.), Philadelphia (Theodore Presser), Cincinnati (The John Church Company), Lipsia (Fr. Kistner & C. F. W. Siegel), Sydney e Melbourne (Allan & Co.).
Solo una manciata di opere furono composte dopo il 1880, incluse due opere per coro, l'Himno a Bolívar (1883 circa) e l'Himno al ilustre americano (1886 circa). Il primo pezzo fu dedicato al generale General Joaquín Crespo e fu presentato durante la sua visita a Caracas nel 1885. Il secondo pezzo fu scritto in onore di Antonio Guzmán Blanco, presidente del Venezuela (1879-1884, 1886-1887). La sua composizione Kleiner Walzer (Mi Teresita) (circa 1885) composta per sua figlia Teresita fu una delle sue opere più popolari durante la sua vita e spesso la interpretava come un bis nei suoi concerti. Durante la sua residenza berlinese nel 1890, compose due opere da camera, Serenade for String Orchestra (1895 circa) e String Quartet in B-minor (1896). Quest'ultimo fu eseguito dal Klinger Quartet nel Gewandhaus di Lipsia nel 1896.

### Lista selezionata
Tra i pezzi più noti composti dalla pianista ci sono:

#### Opere per pianoforte
- Valse Gottschalk, Op. 1
- Caprice-Polka, Op. 2
- Corbeille des fleurs, Valse, Op. 9
- Marcha fúnebre, Op. 11
- La oración, Op. 12, composta a causa della morte di sua madre.
- Polka de Concert, Op. 13
- Fantaisie sur Norma, Op. 14
- Ballade, Op. 15
- Plainte, première élégie, Op. 17
- Partie, deuxième élégie, Op. 18
- Élégie, Op. 20, Plaintes au bord d'une tombe
- Élégie, Op. 21, Plaintes au bord d'une tombe
- Fantaisie sur L'Africaine, Op. 24
- Le Printemps, Op. 25
- Un Bal en Rêve, Op. 26
- Une Revue à Prague, Op. 27
- Un rêve en mer, Méditation, Op. 28
- Six Études de Concert, Op. 29
- Mazurka de salon, Op. 30
- Scherzo-Caprice, Op. 31
- Deux Esquisses Italiennes Op. 33
  - Venise, Nr. 1
  - Florence, Nr. 2
- Intermezzo Scherzoso, Op. 34
- Le Sommeil de l'enfant, Berceuse, Op. 35
- Scherzino, Op. 36
- Highland (Souvenir de l'Écosse), Op. 38
- La fausse note, Fantaisie-Valse, Op. 39
- Staccato-Capriccietto Op. 40
- Marche funèbre (1866)
- Petite Valse (Teresita), (1898)
- Saludo a Caracas (1885)
- Vals Gayo

#### Opere per coro e orchestra
- Himno a Bolívar (1883 o 1885)
- Himno a El Ilustre Americano (1886), dedicato al presidente venezuelano Antonio Guzmán Blanco, conosciuto con questo soprannome.

#### Altre
- Quartette à cordes pour 2 violons, viole et violoncelle, en si mineur (1895)
- Sérénade pour cordes (1895)
- Danza venezolana

## Registrazioni
Negli ultimi anni della vita della pianista, l'industria della registrazione musicale era agli inizi e il supporto basato su disco aveva completamente rimpiazzato la registrazione su rullo, sviluppata da Thomas Alva Edison nel 1877. Tuttavia la tecnologia di registrazione meccanica-acustica che era in vigore aveva serie limitazioni tecniche, quindi l'artista riteneva che questo metodo non fosse il migliore per registrare le proprie esecuzioni. Per questo motivo non firmò mai un contratto con case discografiche, ma piuttosto con case editrici di rulli per pianola come "Welte-Mignon" e "Duo-Art". Per la prima di queste ditte registrò 18 brani il 2 aprile 1905 e per l'altra durante il 1914. Dal catalogo di entrambe le società sono stati estratti i dati dalla tabella sottostante, in cui sono riportate queste registrazioni:
| Numero di catalogo | Opera                                                                                   | Autore                       | Ditta        |
| ------------------ | --------------------------------------------------------------------------------------- | ---------------------------- | ------------ |
| 360                | Soireés de Viennes (Vienna Evenings) No. 6, La minore                                   | Franz Schubert y Franz Liszt | Welte-Mignon |
| 361                | Fantasia, Opus 17, Do maggiore, Primo movimento                                         | Robert Schumann              | Welte-Mignon |
| 362                | Fantasia, Opus 17, Do maggiore, Secondo movimento                                       | Robert Schumann              | Welte-Mignon |
| 363                | Fantasia, Opus 17, Do maggiore, Tercer movimento                                        | Robert Schumann              | Welte-Mignon |
| 364                | Nocturne, Opus 37, No. 2, Sol maggiore                                                  | Frédéric Chopin              | Welte-Mignon |
| 365                | Hungarian Rhapsody No. 6, Re bemolle maggiore                                           | Franz Liszt                  | Welte-Mignon |
| 366                | Nocturne, Opus 48, No. 1, Do minore                                                     | Frédéric Chopin              | Welte-Mignon |
| 367                | Ballade No. 1, Opus 23, Sol minore                                                      | Frédéric Chopin              | Welte-Mignon |
| 368                | Sonetto 47 del Petrarca, Re bemolle maggiore (Années de Pèlerinage - 2nd Yr. Italy, #4) | Franz Liszt                  | Welte-Mignon |
| 369                | Ballade No. 3, Opus 47, La bemolle maggiore                                             | Frédéric Chopin              | Welte-Mignon |
| 370                | By the Seashore, Concert Etude, Opus 17                                                 | Bedřich Smetana              | Welte-Mignon |
| 371                | Mi Teresita Re maggiore                                                                 | Teresa Carreño               | Welte-Mignon |
| 372                | Piano Sonata, Opus 53, Do maggiore “Waldstein”, Primo movimento                         | Ludwig van Beethoven         | Welte-Mignon |
| 373                | Piano Sonata, Opus 53, Do maggiore “Waldstein”, Secondo e Terzo movimento               | Ludwig van Beethoven         | Welte-Mignon |
| 5601               | Polonaise, Opus 53, La bemolle maggiore “Heroic”                                        | Frédéric Chopin              | Duo-Art      |
| 5602               | Piano Sonata, Opus 27, No. 2, Do diesis minore “Moonlight” (Primo e Secondo movimento)  | Ludwig van Beethoven         | Duo-Art      |
| 5603               | Piano Sonata, Opus 27, No. 2, Do diesis minore “Moonlight” (Terzo movimento)            | Ludwig van Beethoven         | Duo-Art      |
| 5609               | Hexentanz (Witches’ Dance) Opus 17, No. 2                                               | Edward MacDowell             | Duo-Art      |
| 5615               | Etude de Concert, Opus 36, Fa diesis maggiore                                           | Edward MacDowell             | Duo-Art      |
| 5645               | Barcarolle No. 4, Sol maggiore                                                          | Arthur Rubinstein            | Duo-Art      |
| 5707               | Mi Teresita                                                                             | Teresa Carreño               | Duo-Art      |
| 6020               | Harmonious Blacksmith - Air with Variations                                             | George Frideric Handel       | Duo-Art      |